# Hirschhorn (Neckar)
Hirschhorn (Neckar) – miasto w Niemczech, w kraju związkowym Hesja, w rejencji Darmstadt, w powiecie Bergstraße.